# CFM International
Pour les articles homonymes, voir CFM.
CFM International est une coentreprise entre la société américaine GE Aerospace et la société motoriste française Safran Aircraft Engines, anciennement SNECMA. Le but de cette union est de développer et commercialiser la série de réacteurs d'avions CFM56 et LEAP.
CFM n'est pas un sigle et n'a pas de sens particulier. Le nom de l'entreprise (CFM) et du produit qu'elle vend (le CFM56) vient de la combinaison des noms des deux réacteurs produits par les sociétés mères, le CF6 de GE Aviation et le M56 de la Snecma.
Au début du XXIe siècle, CFM International est un exemple de coopération industrielle franco-américaine réussie. Les moteurs CFM56 – la famille de turboréacteurs la plus vendue au monde – connaissent un vif succès auprès des compagnies aériennes. Ces moteurs équipent aujourd'hui la majorité de la famille des A320 d'Airbus (A318/319/320/321), ainsi que la quasi-totalité des Boeing 737. CFM développe le LEAP, moteur nouvelle génération, dont le premier essai en vol a eu lieu le 6 octobre 2014.
Créée en 2010, spécialisée dans les pièces d'occasion, CFM Materials, LP fournit des solutions matérielles pour les moteurs CFM56, offre la possibilité de stocker des pièces ou moteurs pour le compte d'autres entreprises et aide à déterminer la valeur des moteurs CFM56.

## Historique
A la fin des années 1960, SNECMA est à la recherche un partenaire pour son futur moteur de 10 tonne de poussée, nommé M56. General Electric est alors le partenaire possible. Une délégation, incluant le président de SNECMA, Jacques-Edouard Lamy, se rend en avril 1970 à Lynn (Massachussetts) pour rencontrer des représentants de General Electric. Il est alors évoqué un  partenariat à 50/50.
En janvier 1971, René Ravaud remplace Jacques-Edouard Lamy à la présidence de SNECMA. Avec cette nomination, le projet de ce nouveau moteur s'accélère. Le gouvernement français approuve officiellement son lancement en fin d'année et la coopération avec General Electric.
L'année 1972 est marquée par un différend technico-politique, qui ralentie la progression du développement. Ce différend est définitivement écarté, en juin 1973, par la signature d'un accord entre Richard Nixon, président des États-Unis, et Georges Pompidou, Président de la République française, lors  du sommet franco-américain, à Reykjavik en Islande.
Le 24 janvier 1974, René Ravaud, président de la SNECMA, et Gerhard Neumann, directeur de l’activité Moteur d’Avions chez General Electric, signent la création d'une société commune, nommée CFM International. Cette société de droit français, société commune à 50/50 entre SNECMA et General Electric, est chargée de la direction du programme de développement et de la commercialisation des moteurs. Les deux sociétés, quant à elles, se partagent à parts égales la conception, le développement et la production.
Le logo de CFM International est l'association du rectangle rouge de SNECMA et du cercle bleu de General Electric. De même, le nom du futur moteur est l'association du nom des moteurs civils de GE (CF pour Commercial Fan) et le nom de projet initial de SNECMA (M56).

## Produits

### CFM56

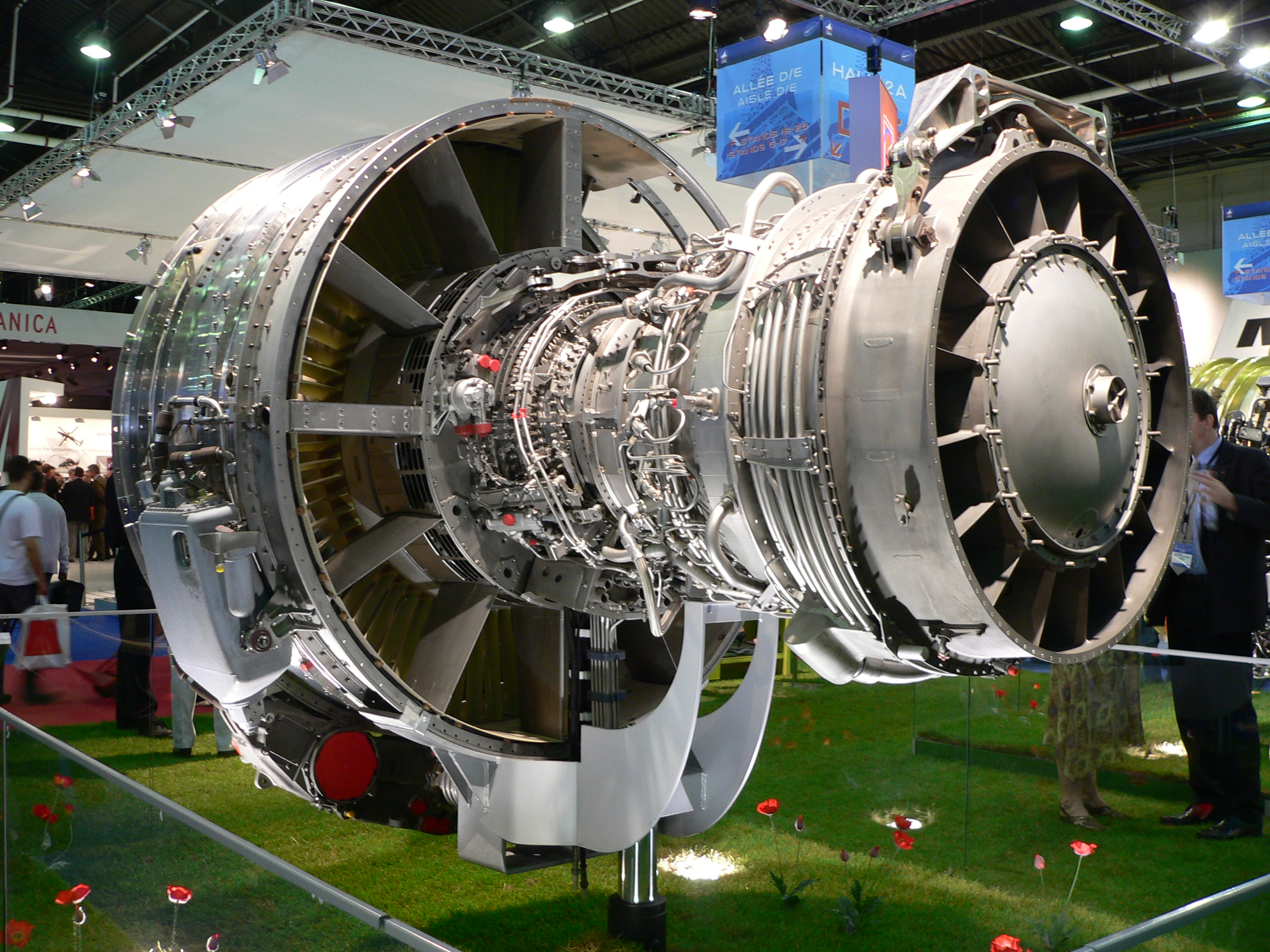
CFM56.

La famille de moteurs CFM International CFM56 a été livrée à plus de 31 000 unités en 2016 et équipe près de 14 000 avions commerciaux et militaires, notamment les Airbus (A320) et Boeing (737). Le CFM56 est le moteur qui équipe le plus d'avions au monde. On distingue [Quand ?] plusieurs versions du moteur, dont le CFM56-7BE et le CFM56-5B PIP.

### LEAP
Le moteur CFM International LEAP est une évolution de la famille CFM56, plus aérodynamique, plus léger, réalisé avec des matériaux plus solides, une chambre de combustion à faibles émissions. Depuis 2016, le nouveau moteur LEAP équipe les trois nouvelles générations monocouloir de jets commerciaux, tels que l'Airbus A320neo, le Boeing 737 MAX et le COMAC C919, qui représentent environ 90 % du marché des avions moyen courrier monocouloirs. Il existe trois différentes versions du moteur: LEAP-1A (Airbus A320neo), le LEAP-1B  (Boeing 737 MAX) et le LEAP-1C (COMAC C919).

### RISE
le moteur à soufflante non caréné RISE est un produit dont les études commencent dans les années 2020. Le principe est de supprimer l'enveloppe extérieure du réacteur pour réaliser à l'horizon 2035, selon le constructeur, 20% d'économie de carburant par rapport à un moteur LEAP'. 

## Clients
En 2014, l'United States Air Force exploite 2 500 moteurs CFM, ce qui en fait le premier client de l’entreprise.
CFM International remporte l'un des plus gros contrats de son histoire en février 2016, Transportation Partners, la filiale de leasing de Lion Group, décide de motoriser les 174 A320neo commandés à Airbus en mars 2013 avec des réacteurs Leap-1A. Le contrat porte sur 348 moteurs et représente 4,9 milliards de dollars au prix catalogue, soit un montant unitaire de l'ordre de 14,1 M$. 
Le contrat comprend également le soutien de CFM en conseil et en ingénierie pour concevoir, construire et mettre en service un nouvel atelier de maintenance et d'essais pour le compte du groupe à Batam, en Indonésie, celui-ci sera conçu pour les moteurs CFM56 et Leap.